# 高锦纯
高锦纯（1912年—1995年6月25日），男，陕西米脂人，中华人民共和国政治人物。

## 生平
高锦纯是陕西省米脂县镇子湾村人。1928年，高锦纯任陕西榆林省立六中党支部书记、学生会会长，后任中共米脂县镇子湾村支部书记。1930年秋，转为中国共产党党员。1932年7月，参加中国工农红军，历任陕甘边游击第二大队战士、政治处干事，红二十六军第四十二师第二团骑兵连、第二连党支部书记、政治指导员，耀县游击队政治指导员。1934年4月至1935年9月，任红二十六军第四十二师骑兵团政治委员兼师党务委员会书记。1934年5月起任陕甘边区革命军事委员会委员，后参加东征。1936年任红一方面军中路军骑兵团政治委员、红十五军团直属骑兵团政治委员（团长康健民）。
抗日战争初期，1937年10月入中国人民抗日军政大学第三期第二大队第四队学习。1938年3月派赴山东，参加领导重建胶东特委和创建胶东抗日根据地活动，任中共胶东特委委员、山东人民抗日救国军第三军总指挥、胶东军政委员会主任、八路军山东人民抗日游击第五支队司令员、八路军山东纵队第五支队支队长。1939年1月，任中共胶东区委常务委员、军事部部长。1940年9月，任八路軍山東縱隊第五旅政治委员兼政治部主任、中共胶东区委委员，负责参与开辟胶东抗日根据地。1942年8月，任八路军山东军区第五旅政治委员（吴克华任旅长）。1944年，抵达陕北，在延安中央党校一部学习。1945年，作为山东代表出席了中国共产党第七次全国代表大会。
第二次国共内战期间，任八路军陕甘宁晋绥联防军兼关中军分区司令员、警备第一旅旅长、陕甘宁晋绥联防军关中军分区司令员、关中地委书记。1947年11月，兼警备第一旅政治委员，后任西北野战军第四纵队警备第一旅旅长、党委委员，兼任关中军分区政治委员。1949年2月，任中国人民解放军第一野战军第四军第十师师长、党委委员、第四军副军长兼参谋长、第四军政治委员、党委副书记，率部参加关中战役、延安战役、黄龙战役、扶眉战役、兰州战役等。后任张掖专区、酒泉专区军管会主任。
中华人民共和国成立后，1949年12月，任新疆省人民政府委员会副主席、新疆省人民政府党组书记，中共中央新疆分局常务委员。1954年12月，任中共中央新疆分局第一副书记、新疆省工业交通办公室主任、编制委员会主任。1955年，任新疆维吾尔自治区人民委员会副主席、自治区工业交通办公室主任、书记。1955年9月，返回北京，在中共中央党校研究班学习。1956年8月至1960年6月，调任中华人民共和国粮食部副部长、党组成员、机关党委书记。文化大革命期间受到迫害。
1978年，到中共中央党校学习。1979年1月，起用出任甘肃省革委会副主任兼财经办公室主任，1979年12月当选为甘肃省第五届人大常委会副主任。1983年12月，任中共甘肃省顾问委员会常委。1985年离职休养。1995年6月25日，在兰州逝世。